# Óscar Téllez
Óscar Téllez Gómez (Madrid, España, 2 de abril de 1975) es un exfutbolista español que jugó en la posición de central que llegó a ser internacional por España y desde noviembre de 2017 entrena al C. D. Aurrera de Vitoria (3.ª División). Es el quinto jugador con más partidos oficiales disputados en la historia del Deportivo Alavés.

## Trayectoria
En la temporada 1994-1995, inició su carrera en el C. D. Colonia Moscardó (2.ª B), recién ascendido a la categoría, formando parte de una generación única en el Mosca junto a José María Movilla, Javier Artero López o Francisco Javier Cepero Torcal Quillo. Finalizada la temporada con un sorprendente 7.º puesto, firmó por el Real Aranjuez C. F. (2.ª B).
Una temporada después fichó por uno de los equipos grandes de 2.ª División B, el Pontevedra C. F.. Los granates firmaron una temporada discreta, pero siguió su meteórica progresión no pasando desapercibida por los equipos de categorías superiores. Finalmente el Deportivo Alavés (2.ª división) se hizo con sus servicios no sin antes enfrentarse con su club de origen, que consideró que existía un incumplimiento de contrato por parte del central madrileño. En la temporada 1997-1998 el Deportivo Alavés pasó a ser el centro de todos los focos de la prensa deportiva nacional por llegar a las semifinales de la Copa del Rey tras dejar en la cuneta a C. D. Aurrera de Vitoria (2.ª B), Real Oviedo (1.ª), S.D. Compostela (1.ª), Real Madrid C. F. (1.ª) y R. C. Deportivo de La Coruña (1.ª), siendo uno de los jugadores más destacados. Además el Glorioso consiguió el ascenso a 1.ª 42 años después.
En verano de 1998 fue vendido al Valencia C. F. con quien debutó en 1.ª el 15 de noviembre de 1998 en la derrota (1-0) frente al C. F. Extremadura. Fue su única aparición liguera con el conjunto che pues para el entrenador Claudio Ranieri estaban por delante de él en el puesto Miroslav Đukić, Alain Roche, Joachim Björklund, Miguel Ángel Soria López e incluso Francisco Camarasa. Ante esta situación en el mercado invernal, recomendado por el director deportivo, marchó como cedido al Villarreal C. F. (1.ª), donde contó con más minutos sin poder evitar el descenso en la promoción frente al Sevilla F. C..
En la temporada 1999-2000, pese a la llegada al banquillo de Mestalla Héctor Cúper, no contaba con hueco en la plantilla valencianista por lo que optó por rescindir el contrato y fichar por el Deportivo Alavés (1.ª), donde jugó las siguientes 7 temporadas. En esta nueva etapa como albiazul vivió su mejor etapa tanto a nivel colectivo (Dos clasificaciones para la Copa de la UEFA y el subcampeonato de dicha competición en 2001) como a nivel individual siendo internacional con España. Pese al descenso del Deportivo Alavés a (2.ª división) en la temporada 2002-2003 siguió en el equipo, aunque acabaría siendo una de las víctimas de Dmitry Piterman, pese a ser un jugador clave en el ascenso de la temporada 2004-2005, que le apartó del equipo acusado de sobrepeso y le rescindió en verano de 2005. Tras no encontrar equipo decidió retirarse del fútbol profesional y jugar de manera amateur en diversos equipos de fútbol-sala y fútbol de la Comunidad de Madrid.

### Selección nacional
Fue internacional con la Selección nacional de fútbol de España en cuatro partidos, debutando el 25 de abril de 2001 en el amistoso frente a Japón (1-0).

## Vida posterior
Tras unos años desvinculado del mundo del fútbol obtuvo el carnet de entrenador y paso por los banquillos de las categorías inferiores de la U. D. Nueva Mejorada, C. D. San Martín de la Vega (Primera Aficionados), S. R. Villaverde Boetticher C. F. (Preferente Aficionados), C. D. Loeches-Mejorada (Primera Aficionados) y el juvenil A del C. D. San Fernando de Henares (Liga Nacional-Grupo 12).
Tras trabajar en el Aeropuerto Adolfo Suárez Madrid-Barajas, regreso a Vitoria en noviembre de 2017 para entrenar al C. D. Aurrera de Vitoria (3.ª División).
En la actualidad trabaja en una empresa privada y se encuentra desvinculado del futbol.

## Clubes
| Club                      | País   | Año       |
| ------------------------- | ------ | --------- |
| C. D. Colonia Moscardó    | España | 1994-1995 |
| Real Aranjuez C. F.       | España | 1995-1996 |
| Pontevedra C. F.          | España | 1996-1997 |
| Deportivo Alavés          | España | 1997-1998 |
| Valencia C. F.            | España | 1998      |
| Villarreal C. F. (cedido) | España | 1999      |
| Deportivo Alavés          | España | 1999-2006 |